# Ernst Heinrich Georg Ule
Ernst Heinrich Georg Ule, född 12 mars 1854 i Halle an der Saale, död 15 juli 1915 i Berlin, var en tysk botaniker och forskningsresande; bror till Wilhelm Ule.
Ule, son till Otto Eduard Vincenz Ule, var i yngre år verksam som trädgårdsmästare i Halle och Berlin. Han for efter en genomgången sinnessjukdom till Brasilien 1883 och bidrog i hög grad till den vetenskapliga utforskningen av detta lands växtvärld. 
Efter åtta år i Santa Catarina blev han "naturalista viajante" vid nationalmuseet i Rio de Janeiro 1891, var underdirektör där 1895–1900, förlade därpå sina resor till norra Brasilien och angränsande delar av Guyana, Venezuela och Peru och återkom till Berlin 1912.
Hans publikationer över Brasilien är floristiska, växtgeografiska och biologiska jämte utmärkta fotografiska bildserier. Dessutom medhann han undersökningar och skrifter av ekonomiskt och kommersiellt innehåll, särskilt över Sydamerikas kautschukproduktion.
Auktorsnamnet Ule kan användas för Ernst Heinrich Georg Ule i samband med ett vetenskapligt namn inom botaniken; se Wikipediaartiklar som länkar till auktorsnamnet.